# Casola di Napoli
Casola di Napoli ist eine Gemeinde mit 3641 Einwohnern (Stand 31. Dezember 2023) in der Metropolitanstadt Neapel, Region Kampanien.  Sie ist Teil der Bergkomune Comunità Montana Monti Lattari - Penisola Sorrentina.
Die Nachbarorte von Casola di Napoli sind Gragnano und Lettere.

## Bevölkerungsentwicklung
Casola di Napoli zählt 1099 Privathaushalte. Zwischen 1991 und 2001 stieg die Einwohnerzahl von 3542 auf 3660. Dies entspricht einem prozentualen Zuwachs von 3,3 %.